# Стамбула Микола Пантелійович
Микола Пантелійович Стамбула (рос. Николай Пантелеевич Стамбула; нар. 20 грудня 1945, Рубіжне, Ворошиловградська область) — радянський і російський кінорежисер, сценарист, актор кіно і телебачення українського походження.

## Біографія
Микола Стамбула народився 20 грудня 1945 року в місті Рубіжне, Ворошиловградської області (нині — Сєвєродонецький район, Луганська область, Україна). 1963 року закінчив Херсонське морехідне училище, служив на флоті. У 1977 році закінчив режисерський факультет Всеросійського державного інституту кінематографії (майстерня Сергія Бондарчука).
Автор сценаріїв, який знявся в декількох фільмах, також виступив продюсером деяких власних фільмів.

## Сім'я
Одружений. Син — Володимир Миколайович Стамбула (нар. 1982), що взяв як псевдонім дошлюбне прізвище бабусі — Волга, майстер спорту з боксу, чемпіон Москви, зіграв головну роль у фільмі «Марш-кидок».

## Фільмографія

### Режисер
| Рік  | Фільм                      |
| ---- | -------------------------- |
| 1982 | Передмова до битви         |
| 1986 | Карусель на ринковій площі |
| 1989 | Наслання                   |
| 1991 | За останньою межею         |
| 1993 | Операція «Люцифер»         |
| 1995 | Вовча кров                 |
| 2003 | Марш-кидок                 |
| 2003 | Баязет                     |
| 2004 | Джек-пот для Попелюшки     |

### Сценарист
| Рік  | Фільм              |
| ---- | ------------------ |
| 1982 | Передмова до битви |
| 1993 | Операція «Люцифер» |
| 1995 | Вовча кров         |

### Актор
| Рік  | Фільм                     |
| ---- | ------------------------- |
| 1992 | Побачити Париж і померти  |
| 2001 | Сімейні таємниці          |
| 2007 | Диверсант 2: Кінець війни |
| 2007 | На шляху до серця         |
| 2012 | Цятований                 |

### Продюсер
| Рік  | Фільм              |
| ---- | ------------------ |
| 1993 | Операція «Люцифер» |
| 1995 | Вовча кров         |